# Geothermale Energie in Island

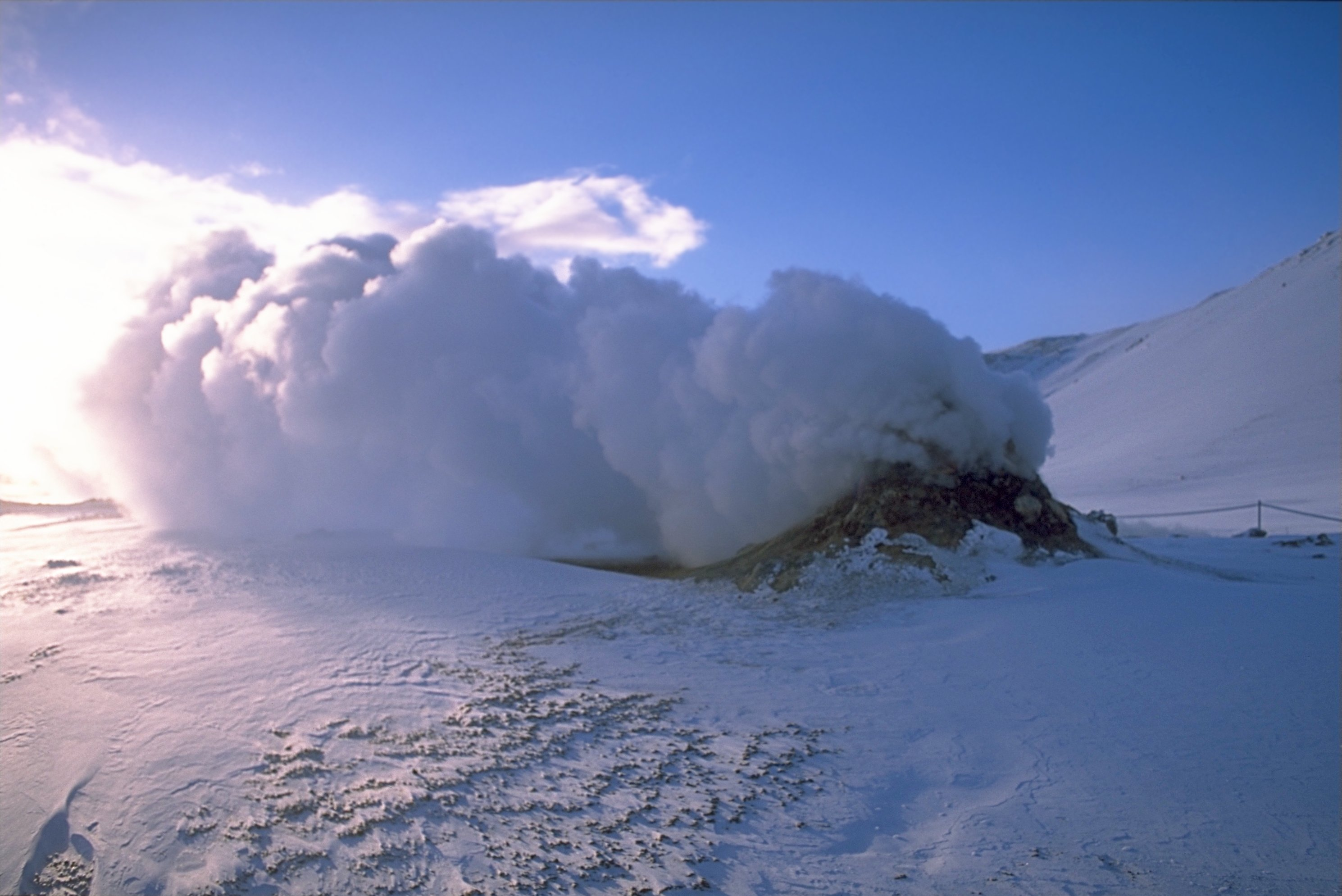
Heiße Quelle Hverarönd in der Nähe des Gebirgspasses Námaskarð im Winter

Die Geothermale Energie ist Islands wichtigste Energiequelle.

## Allgemeines zur Geothermie in Island
Die Insel im Nordatlantik verfügt über eine ungewöhnliche Menge aktiver Vulkansysteme (unterschiedliche Zählweisen sind möglich, Thor Thordarson spricht etwa von 31 Vulkansystemen). Island hat daher schon länger einen Schwerpunkt auf das Erkunden von Zusammenhängen zwischen geologischen Gegebenheiten, der Erdwärme, der Wasserwirtschaft und der Energieforschung gelegt. Forscher aus Island arbeiten auch eng mit der technischen Hochschule für Erdwärme der UNO in Tokio zusammen. Aus diesen Forschungen sind zahlreiche technische Neuentwicklungen hervorgegangen. Heutzutage steht Island bezüglich der Nutzung von Geothermie an der Weltspitze.
65 % des Primärenergiebedarfs in Island werden mit Geothermie gedeckt. 18 TJ oder circa 26,6 % der isländischen Stromerzeugung stammen aus Erdwärme.
Im täglichen Leben erweist es sich, dass die Erdwärme ausgesprochen preiswert ist. Gemessen an kontinentaleuropäischen Maßstäben wird sie geradezu verschwenderisch genutzt. So werden etwa manche Straßen und Gehsteige in Reykjavík und Akureyri im Winter beheizt, indem man Leitungen, die immer etwas Wärme abgeben, dicht unter der Oberfläche verlegt oder die Abwärme der Fernwärmeheizungen, die immer noch ca. 30–40 °C beträgt, nutzt.
Im Allgemeinen gibt es in den isländischen Fernwärmenetzen keinen geschlossenen Wasserkreislauf, sondern das heiße, meist schwefelhaltige Wasser natürlichen Ursprungs oder mittels Wärmetauschverfahren erhitztes Wasser wird mit ca. 60–90 °C direkt zu den Abnehmern geleitet. Dort wird es nach Gebrauch mit etwa 30–40 °C Restwärme im Kanal entsorgt oder aber auch in Whirlpools oder Schwimmbecken im Freien geleitet bzw. zur Eisfreihaltung genutzt. Sollte dieses warme „Abwasser“ zur direkten Nutzung in Schwimmbecken etc. aufgrund der Inhaltsstoffe nicht geeignet sein, so wird damit via Wärmetauscher sauberes Trinkwasser für diesen Zweck aufgeheizt und genutzt.

## Heiz- und Kraftwerke
Zur Versorgung mit elektrischer Energie gibt es sieben größere und zwei kleine geothermale Kraftwerke in Island. Im Jahr 2020 deckten sie 25,72 % (2008: 24,5 %) des isländischen Bedarfs an Elektroenergie. Außerdem liefert die geothermale Energie Wärme für Heizung und Warmwasser für circa 90 % aller isländischen Haushalte.
Mit Erdwärme und Wasserkraft deckt Island fast 100 Prozent seines Strombedarfs aus erneuerbaren Quellen.

### Auf der Halbinsel Reykjanes im Südwesten Islands

#### Svartsengi-Kraftwerk

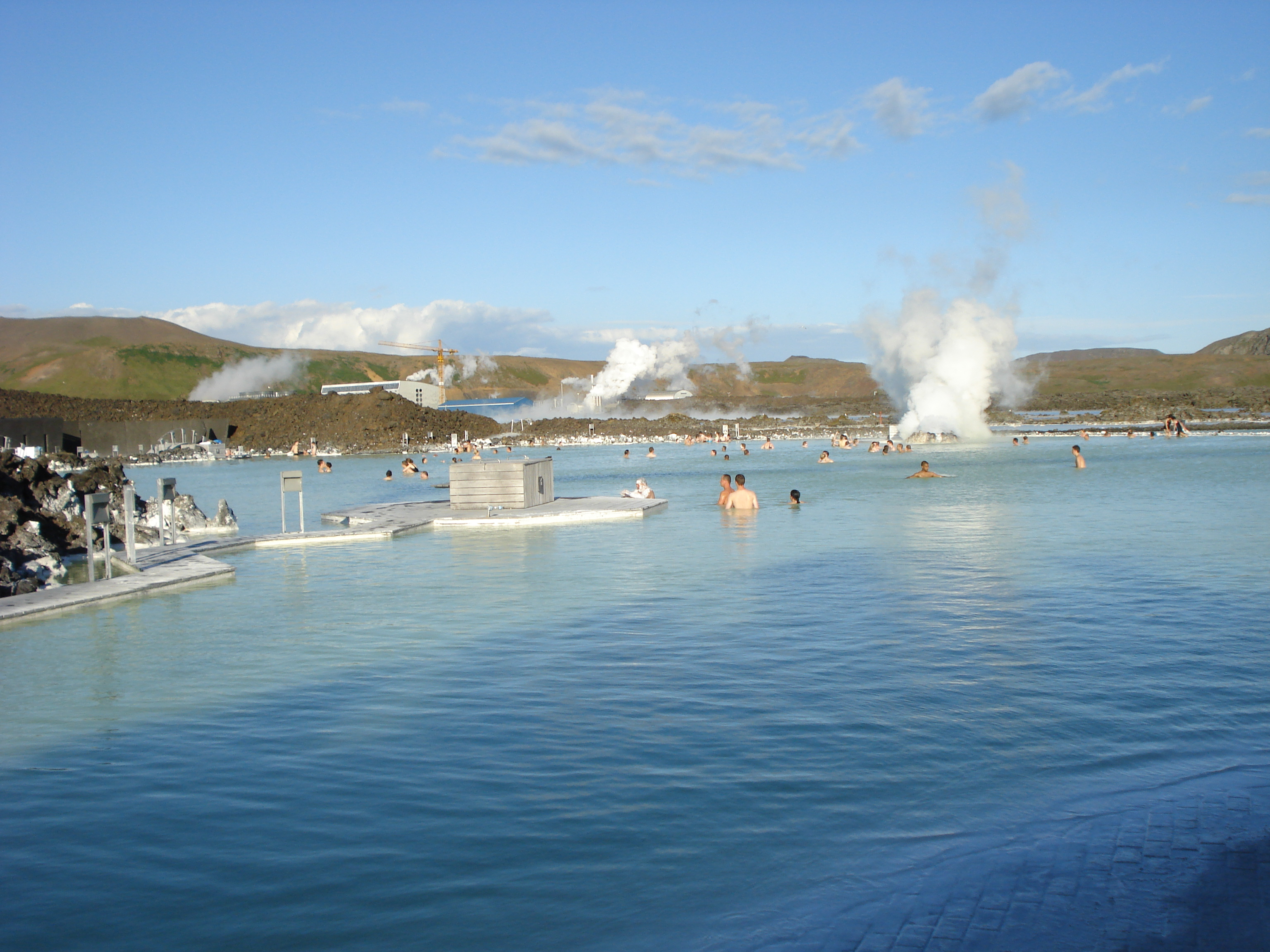
Das Bad Blaue Lagune mit dem Kraftwerk Svartsengi im Hintergrund

Das Svartsengi-Kraftwerk liegt im Südwesten der Insel, in der Nähe des Internationalen Flughafens in Keflavík. Man entdeckte 1969 bei Bohrungen ein Hochthermalfeld bei Grindavík (über 200 °C in 1000 – 2000 m). Dies gehört zum Vulkansystem Svartsengi.
Das Svartsengi-Kraftwerk produziert nach der Inbetriebnahme einer 30-MW-Turbine im Dezember 2007 insgesamt 76,5 MW elektrische Leistung in Dampfturbinen und aus etwa 475 Liter/Sek. Wasser von 90 °C ca. 80 MW im Wärmeaustauschverfahren, da das ursprüngliche Wasser zu viel Salze und Mineralien enthält. Aus den Abwässern des Kraftwerks entstand die Bláa Lónið (Blaue Lagune).
Man hoffte ursprünglich, dass das überschüssige Wasser in der durchlässigen Lava versickern würde, was sich als nicht zutreffend herausstellte. Es wird vermutet, dass in dem Abwasser Stoffe enthalten sind, welche die Poren der Lava verschließen.
Der Bau des Kraftwerks wurde 2002 als größte isländische Ingenieurleistung des Jahrzehnts 1971–1980 ausgezeichnet.

#### Reykjanes-Kraftwerk

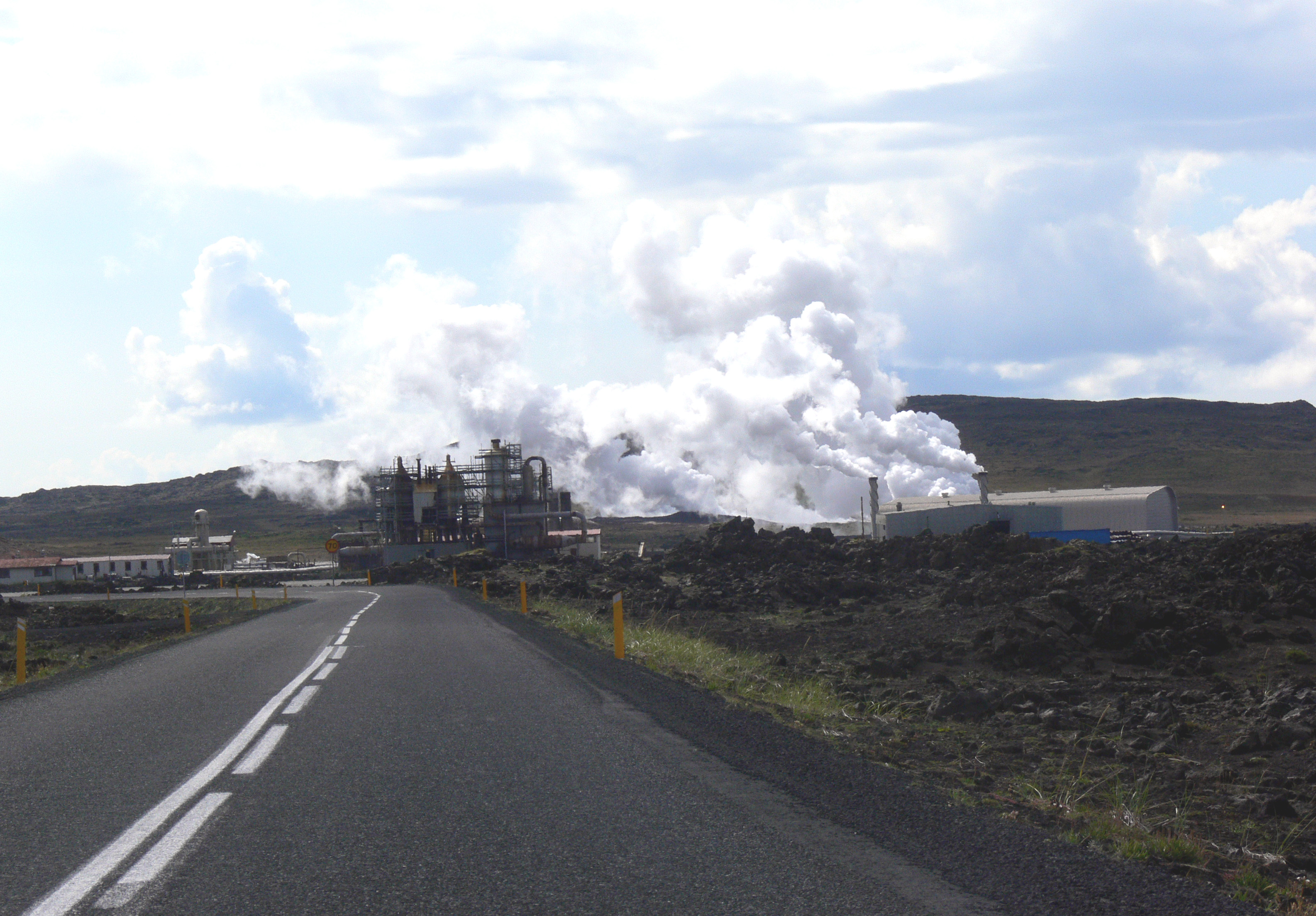
Suðurnes-Kraftwerk an der Gunnuhver

Das Reykjanes-Kraftwerk (auch Suðurnes-Kraftwerk genannt) liegt an der Südwestspitze von Island westlich des Svartsengi-Kraftwerks und nutzt die Energie des westlichsten Vulkansystems von Island, das ebenfalls Reykjanes heißt und dessen zentrales Hochtemperaturgebiet sich bei der Gunnuhver befindet.
Anfangs wurde hier mit einer 0,5-MW-Turbine Strom für den lokalen Bedarf der Industrie erzeugt. Mittlerweile ist ein neues Kraftwerk mit zwei 50-MW-Dampfturbinen gebaut worden, welche im Mai bzw. im Juli 2006 ans Netz gingen. Somit ergibt sich eine Gesamtleistung von 100 MW.

### Im Gebiet des Zentralvulkans Hengill

#### Nesjavellir-Kraftwerk

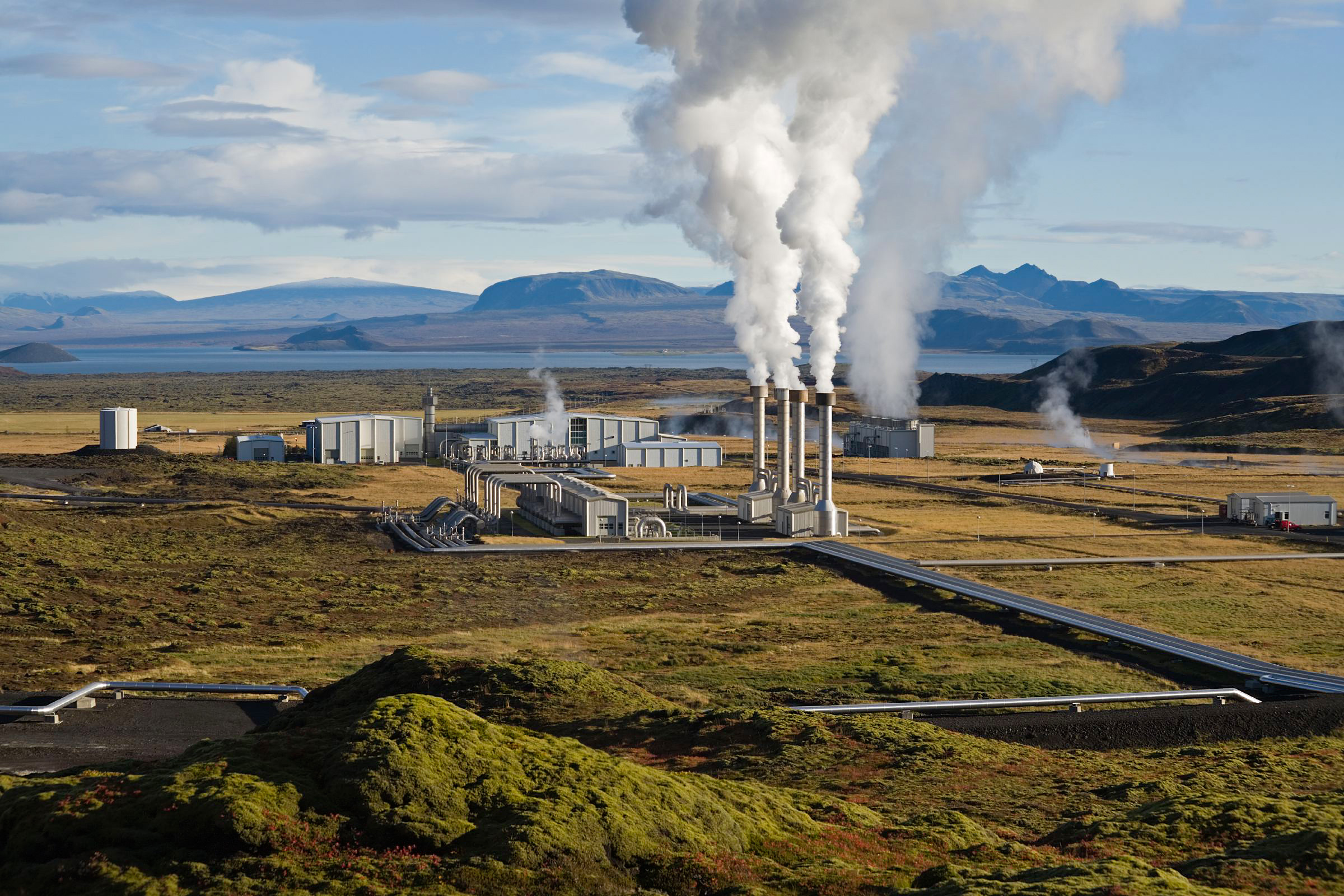
Das Nesjavellir-Kraftwerk

Das Kraftwerk von Nesjavellir befindet sich im Südwesten der Insel, in der Nähe des Þingvallavatn und ist das größte Geothermalkraftwerk Islands. Es produziert derzeit 120 MW elektrische Leistung und etwa 1800 Liter/Sekunde heißes Wasser (300 MW).
Dabei wird die vulkanische Hitze des Zentralvulkans Hengill mittels Quellen und Bohrlöchern genutzt.
Das in Reykjavík zur Heizung und generellen Versorgung mit Warmwasser genutzte Wasser kommt nicht direkt aus den Bohrlöchern und heißen Quellen am Hengill. Es wäre zu reich an zersetzenden Mineralien. Man setzt stattdessen ein Wärmeaustauschverfahren ein: Kaltes Wasser aus anderen Quellen der Gegend wird in Leitungen mittels des heißen Wassers aus der Erde auf ca. 86 °C erhitzt. Dann strömt es durch 32 km lange Pipelines über die Hellisheiði nach Reykjavík und verliert dabei nur 3 °C an Temperatur.
Das Wasser wird in riesigen Kesseln (siehe: Perlan) gesammelt und je nach Bedarf verteilt. Im Sommer wird ein Teil der Produktion für den größeren Bedarf im Winter zurückbehalten.

#### Hellisheiði-Kraftwerk

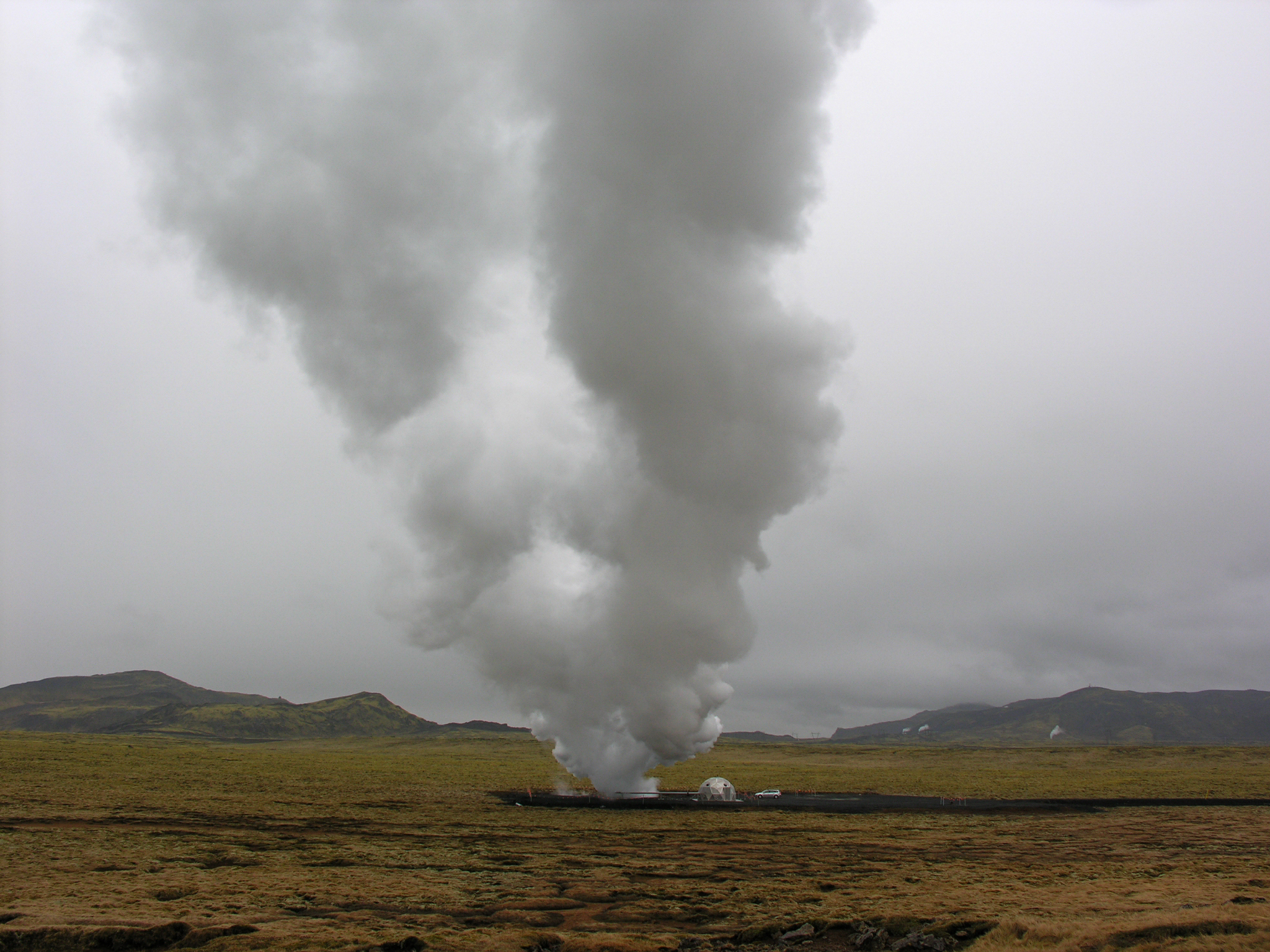
Bohrlöcher des Hellisheiði-Kraftwerks

Ein fünftes geothermales Kraftwerk ist 2006 auf der Hellisheiði in Betrieb genommen worden und nutzt wie das von Nesjavellir die Energie des Zentralvulkans Hengill. Es wurden sechs 45-MW-Hochdruckdampfturbinen und zwei 30-MW-Niederdruckturbinen geplant. Außerdem wird Warmwasser für Fernwärme im Wärmeaustauschverfahren erzeugt.
Der Ausbau erfolgt stufenweise. 2006 wurden 90 MW installiert. Die erste Turbine mit einer Leistung von 45 MW ging am 1. Oktober 2006 ans Netz, die zweite (ebenfalls 45 MW) am 16. Oktober 2006. Im November 2007 ging eine 33 MW Niederdruckturbine an das Netz und am 15. November 2008 wurden zwei 45 MW Turbinen eingeweiht und erhöhten die Leistung des Kraftwerkes auf 214 MW.
Am ersten Oktober 2011 wurden die letzten zwei 45 MW Turbinen in Betrieb genommen. Das Kraftwerk leistet jetzt 303 MW Strom und 133 MW warmes Wasser.

### Im Gebiet des Mývatn

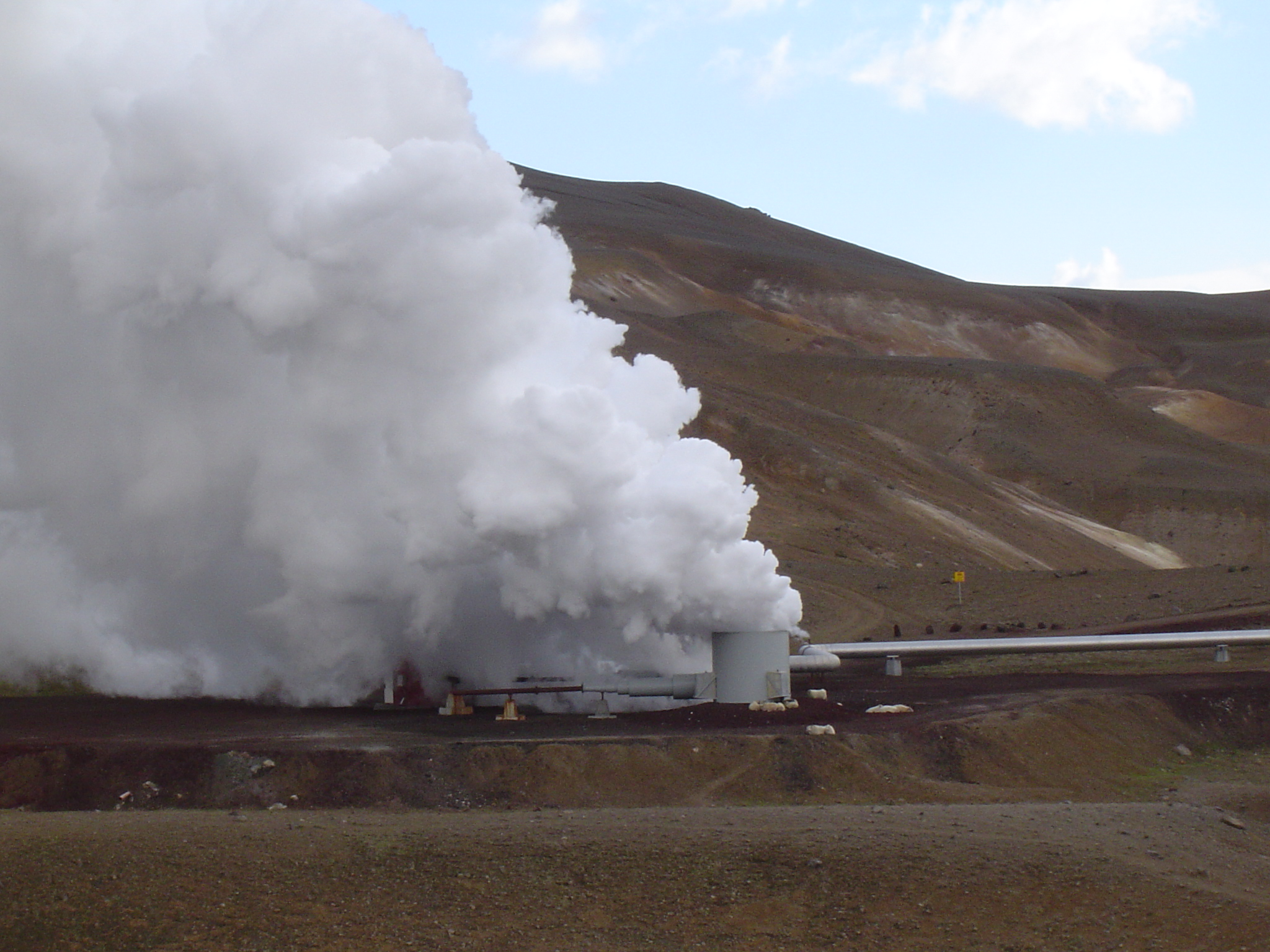
Ein Dampf-Schlot des Krafla-Kraftwerkes nahe dem See Víti

Das Krafla-Kraftwerk in der Nähe des Mývatn liefert derzeit eine Leistung von 60 MW. Das kleinere Bjarnaflagsstöð im selben Gebiet leistet 3,2 MW.
Im Rahmen eins Forschungsprojektes im Krafla Vulkansystem wurde 2009 unbeabsichtigt in 2104 m Tiefe eine Magmakammer direkt angebohrt. In einem neuen Projekt soll dies 2026 unter kontrollierten Bedingungen wiederholt werden um die Kammer selbst und das direkt umgebende Gestein zu untersuchen.

### HeißwasserspeicherPerlan

Perlan

In der Hauptstadt Reykjavík wird im Perlan Heißwasser gespeichert. Dies versorgt zum einen die Stadt mit Warmwasser, zum anderen ersetzt es in weiten Teilen der Stadt den Winterdienst, da von hier aus die Straßen und Gehwege beheizt werden. Außerdem wurde das Gebäude zu einer Touristenattraktion ausgebaut. Unter einer Glaskuppel auf den riesigen Heißwasserspeichern befinden sich ein Restaurant und Geschäfte; es ist ein sehr guter Aussichtspunkt auf Reykjavík und Umgebung. Einer der sechs Wassertanks ist trockengelegt und beherbergte bis 2014 ein kleines Sagamuseum.

## Weblinks

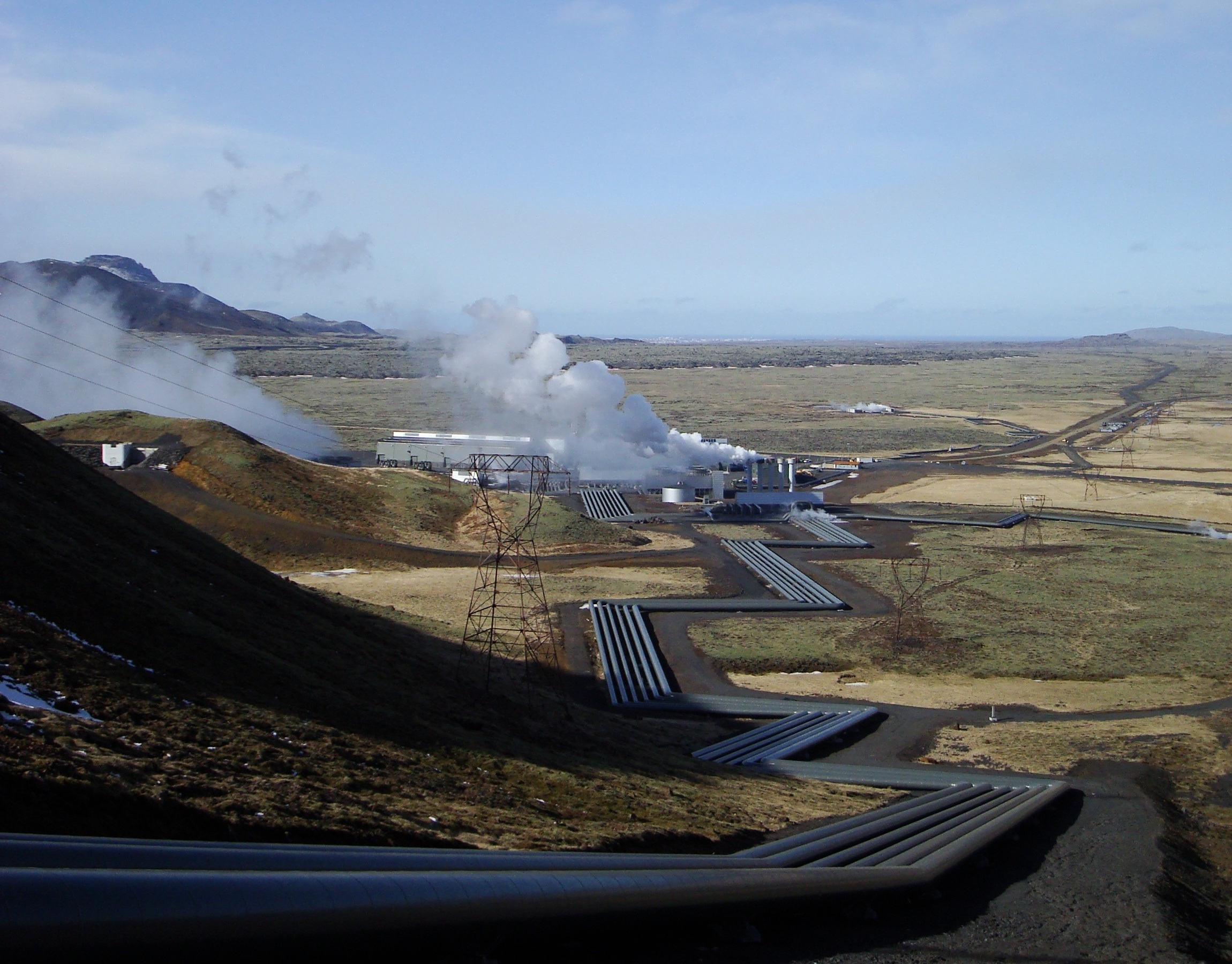
Hellisheiðarvirkjun

### Genannte Kraftwerke
- Informationen über das Kraftwerk Svartsengi (PDF; 475 kB; englisch)
- Kraftwerk Nesjavellir (englisch)
- Krafla Geothermal Station (englisch) (Memento vom 26. August 2012 im Internet Archive)
- Hellisheiði-Kraftwerk (englisch)

### Weitere Weblinks
- Ingo Herbst: Islands Vulkane – Segen für die Insel. In: W wie Wissen. ARD, 23. November 2008, archiviert vom Original am 12. Januar 2014; abgerufen am 12. Januar 2014.
- Iceland Energy Authority (englisch)
- Fernwärmenetz Borgarfjörður
- Geothermalkraftwerk Krafla
- Heizungssystem Reykjavík
- Geothermalkraftwerk Húsavík
- Hitaveita Suðurnesja (isländisch)

### Photos
- Photo Geothermalkraftwerk Svartsengi